# İyidere
İyidere è un comune (in turco: İyidere Belediyesi, in greco: δῆμος Καλοποτάμου dē̂mos Kalopotámou; in armeno: Իյիդերեի մունիցիպալիտետ Iyiderei municʼipalitet oppure, storicamente, Ասփեթի մունիցիպալիտետ Aspʼetʼi municʼipalitet) della provincia di Rize, in Turchia, capoluogo del distretto omonimo.